# Hagenbach (Hassel)
Der Hagenbach ist ein Bach auf der Gemarkung von Oberharz am Brocken im Landkreis Harz in Sachsen-Anhalt, der nach einem rund 5 km langen nordöstlichen Lauf kurz vor deren Einfluss in die Hasselvorsperre unterhalb von Hasselfelde von links in die Hassel mündet. Er hat die klassische Flussordnungszahl 6.

## Verlauf
Der Hagenbach entspringt etwa 3 km westlich von Hasselfelde. Die Quelle liegt am Fuße des Butterkopfs auf rund 530 m ü. NHN Höhe im Hagenbruch und nordwestlich der Quellen des rechts ungefähr parallel laufenden Brummeckebachs. Er unterquert noch am Oberlauf die Harzhochstraße, nimmt am Mittellauf drei linksseitige Gräben auf und durchfließt dann einen Stauteich. Auf dem etwas östlicher ziehenden Unterlauf mündet gleich darauf von Westen her sein längster Zufluss, der vorher am Nordrand der großen Rodungsinsel um Hasselfelde entlangzieht, wenig darauf ein wieder kleinerer, diesmal rechter Wasserlauf aus Richtung von Hasselfelde. Dann unterquert er einen Zweig des Harzer Hexenstiegs und mündet gleich danach unterhalb der Hagemühle von Hasselfelde auf etwa 435 m Höhe in die Hassel.

## Weiteres
Zum Betrieb von fünf Wassermühlen wurde der Bach in früheren Zeiten mehrfach aufgestaut. Kein Mühlgebäude steht mehr.
Am Bach wurden unter anderem Erigeron annuus (Feinstrahl), Rosa tomentosa (Filz-Rose) und Bromus inermis (Wehrlose Trespe) nachgewiesen.

## Namensbedeutung
Ähnlich wie bei vielen, vor allem norddeutschen, Siedlungsnamen liegt hier eine Zusammensetzung von -bach mit Hag vor. Der Bachname leite sich also von einem umzäunten Waldstück her.